# Brejning

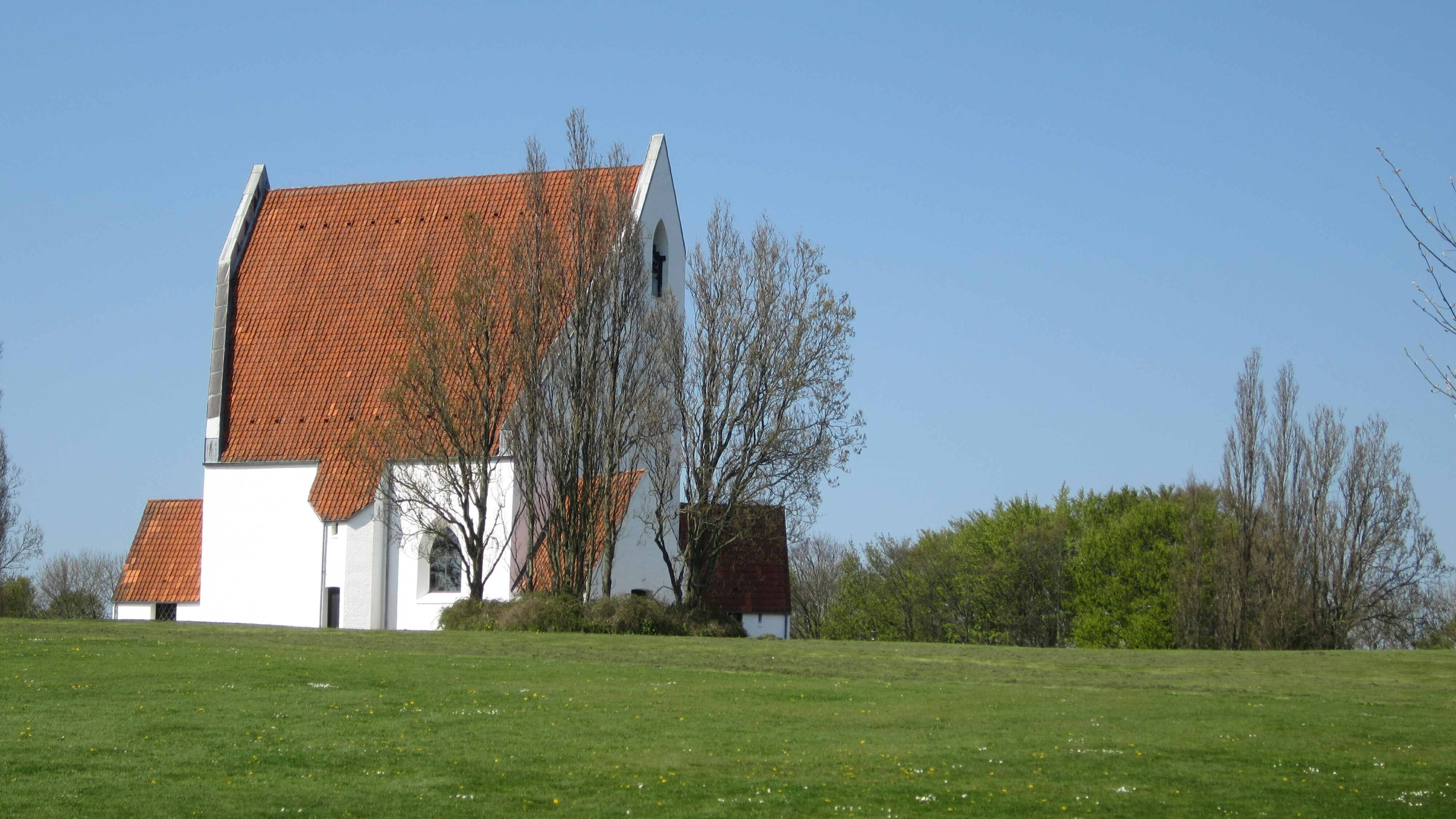
Evangelische Kirche (2014)

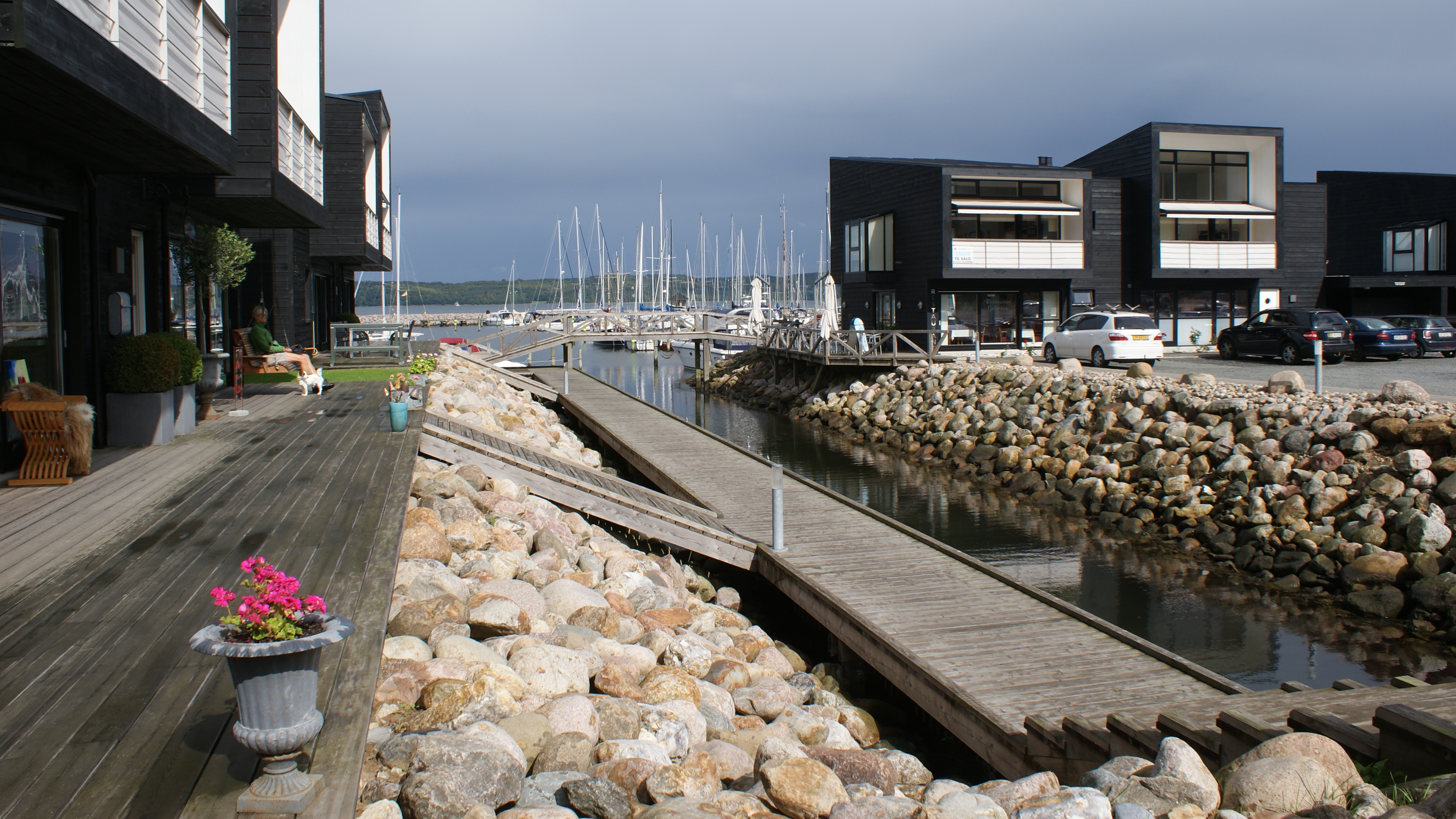
Hafen von Brejning (2011)

Brejning ist eine dänische Ortschaft. Sie liegt in der Vejle Kommune und hat einen kleinen Hafen auf der Südseite des Vejle Fjords am nördlichen Eingang des Kleinen Belts. Sie hat etwa 3000 Einwohner.
In Brejning liegt eine der ehemaligen Kellerschen Anstalten.